# Falchion
En falchion (oldfransk: fauchon; Latin: falx, "segl") er en type ethåndssværd med én æg af europæisk oprindelse, hvis udformning minder om en moderne machete. Falchioner eksisterede i flere former fra omkring 1200-tallet til 1500-tallet. I visse versioner ligner våbnet en seax eller den senere sabel, og andre minder om en machete med en parérstang.
Der er bevaret meget få falchioner til moderne tid.